# パウル・ポペスク
パウル・ポペスク（Paul Popescu, 1929年5月29日 - 2016年5月1日）は、ルーマニアの指揮者。

## 経歴
1929年、ルシュノヴ生まれ。ブカレスト音楽院でジョルジェ・ジョルジェスク、コンスタンティン・シルヴェストリ、パウル・コンスタンティネスク、テオドール・ロガルスキの薫陶を受ける。1954年から1959年までティミショアラのバナト・フィルハーモニー管弦楽団の首席指揮者を務め、1959年から1966年までシネマトグラフィ交響楽団の首席指揮者の任に当たった。1966年にはブカレストのルーマニア歌劇場の指揮者に転じ、1979年からルーマニア放送交響楽団の首席指揮者に移籍した。1997年に指揮活動から引退した。
ブカレストにて没。